# Ahmed Abdel Muti Hijazi
Ahmed Abdel Muti Hijazi (arabe : أحمد عبد المعطي حجازي ; né le 14 juin 1935 à Al-Menoufiya, Égypte) est un poète égyptien et l'un des pionniers du mouvement de renouveau dans la poésie arabe contemporaine. Ahmed Abdel Muti Hijazi a contribué à de nombreuses conférences littéraires dans de nombreuses capitales arabes et reçu le Prix U Tam'si, en 1996.

## Biographie
Hijazi obtient le Baccalauréat ès arts au Département de sociologie, à l'Université de Paris-Sorbonne, France, en 1979.
En France où il exerce en qualité de professeur de poésie arabe à la Université de Paris 8 puis à l'Université de Paris-Sorbonne, il est également le rédacteur en chef du Magazine Rose al-Yusuf. Lorsqu'il retourne en Égypte, il travaille au Caire pour le journal Al-Ahram.